# El gran soñador
El gran soñador fue un espectàculo musical sin palabras, de Lía Jelín, Héctor Malamud, Leonor Galindo y Mario Litwin, estrenado el 3 de octubre de 1973 en el teatro Olimpia en Buenos Aires.

## Historia
El espectáculo tuvo la particularidad de ser creado según los parámetros estéticos del cine mudo, sin palabras y totalmente musical con partitura de Mario Litwin.
Ganó el Premio del Fondo Nacional de las Artes en 1973 y permitió ese mismo año de acordar el Premio Molière a sus dos intérpretes, Hector Malamud y Leonor Galindo.
Si bien los autores oficiales del espectáculo fueron Lía Jelín, Héctor Malamud, Leonor Galindo y Mario Litwin, este último señala en la página web El gran soñador el aporte importante de Jorge Schussheim a la creación y su influencia sobre el éxito ulterior de la obra.
La pieza fue luego llevada a Madrid, en el teatro Maria Guerrero y ulteriormente en el Teatro Español. Bajo la influence del productor Pepe Caturla, el espectáculo fue estrenado en Barcelona en el teatro Capsa para terminar en une gira de dos meses por el interior de España, Paris en el Théâtre de la Porte Saint-Martin junto a «Grand Magic Circus et ses animaux tristes» de Jérôme Savary y luego en el Théâtre de la Gaîté de Montparnasse y otras plazas europeas.
A una de las representaciones en el Théâtre de la Porte Saint-Martin en 1974, assiste el representante internacional Peter Bu quien propone al grupo una serie de giras internacionales por diferentes países de Europa. Gira que dura tres años y que lo catapulta hasta las puertas del Asia. Durante los periodos estivales, el grupo actúa en 1974 y 1975 contratado por la compañía de navegación Croisières Pacquet para animar teatralmente los cruceros turísticos a través del Mar Mediterráneo y el Mar del norte. 
En 1978, el grupo se separa, cada uno de sus participantes atraído por proposiciones artísticas en medios diferentes en Europa. En Buenos Aires, "El gran soñador" fue perennizado por otros actores y músicos ulteriormente puesto en escena por su directora original Lía Jelin.  